# Dassa (département)
Pour le chef-lieu, voir Dassa.
Dassa est un département et une commune rurale de la province du Sanguié, situé dans la région du Centre-Ouest au Burkina Faso.
En 2006, le dernier recensement comptabilise 14 782 habitants.

## Villages
Le département et la commune rurale de Dassa est administrativement composé de 7 villages, dont le village chef-lieu homonyme :
- Bachicorépoun
- Dassa, chef-lieu
- Doh
- Divolet
- Farba
- Markio
- Nébia